# Secoisolariciresinol
Secoisolariciresinol ist ein Lignan, ein Typ der Phenylpropanoide.

## Vorkommen und Gewinnung

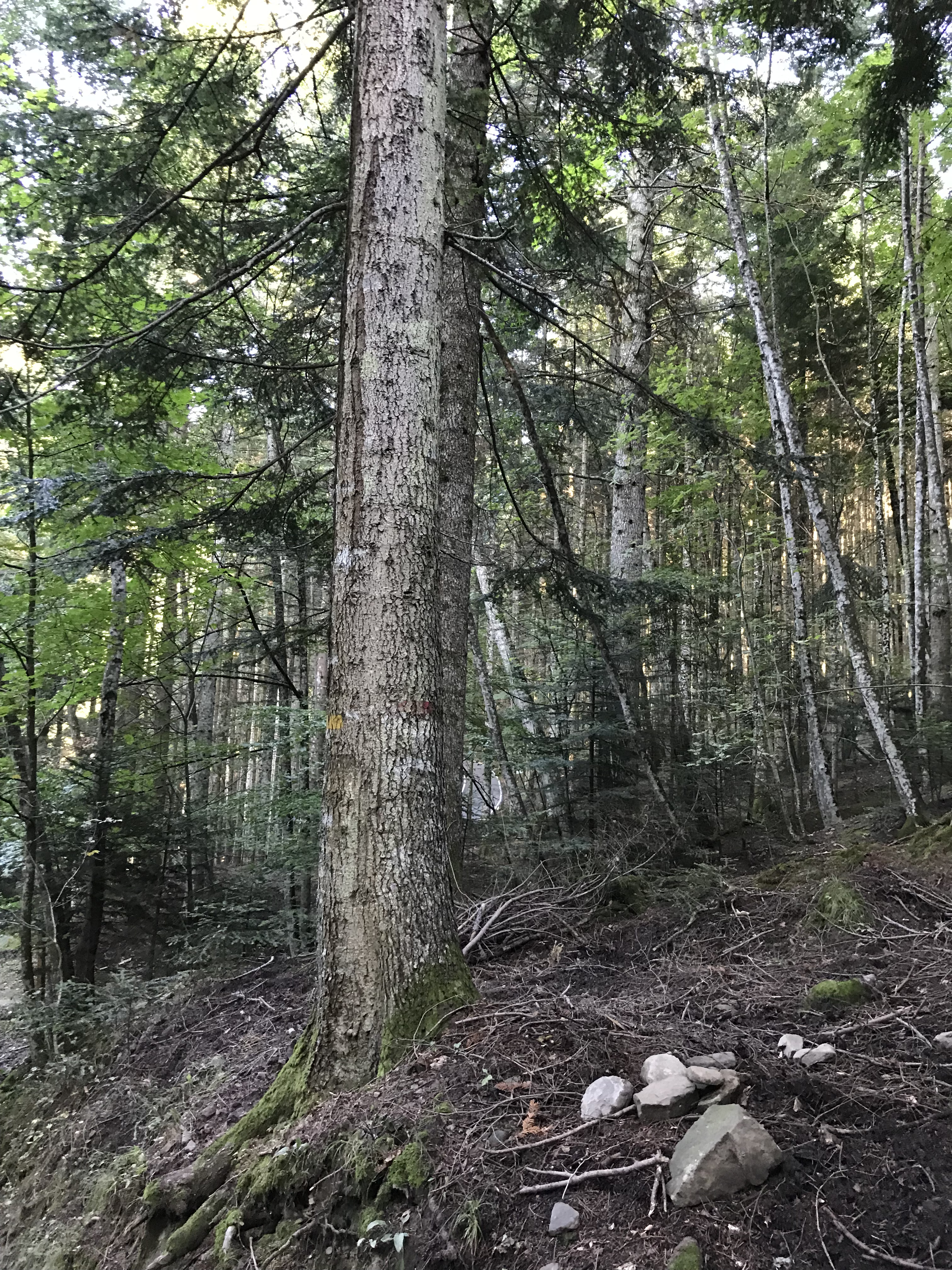
Weiß-Tanne (Abies alba) – Holz enthält Secoisolariciresinol

In einem Wasserextrakt aus Weißtannenholz ist es in einer Konzentration von mehr als 5 % enthalten. Im Lebensmittelbereich wurde die höchste Konzentration (0,3 %) in Leinsamen (Linum usitatissimum) ermittelt. Nesseltee ist ein weiteres Beispiel für ein Lebensmittel, in welchem Secoisolariciresinol vorkommt.

## Bildung und Wirkung
In der inneren Darmmikroflora kann Secoisolariciresinol aus dem Diglucosid gebildet werden, welches in das Enterolignan Enterodiol umgewandelt werden kann. Epidemiologische Studien zeigen einen vielversprechenden Zusammenhang zwischen der Aufnahme von Secoisolariciresinol und einem verringerten Risiko bei kardiovaskulären Erkrankungen. Aufgrund einer geringen Lignanaufnahme bei gewohnter westlicher Ernährung ist der Zusammenhang vermutlich schwer festzustellen. Bei höheren Dosen, die bei Interventionsstudien verwendet wurden, war der Zusammenhang deutlicher.